# Cá nhám mang xếp Nam Phi
Cá nhám mang xếp Nam Phi (Chlamydoselachus africana) là một loài cá mập trong họ Chlamydoselachidae, được mô tả khoa học năm 2009. Loài này sinh sống ở vùng nước sâu ngoai khơi phía nam Angola đến phía nam Namibia. Loài này khó phân biệt với loài được biết nhiều hơn Chlamydoselachus anguineus nhưng con trưởng thành nhỏ hơn và khác ở nhiều tỷ lệ cân xứng gồm chiều dài đầu và chiều rộng mỏ. Dường như chúng ăn chuyên ăn thịt các loài cá mập nhỏ hơn, dùng hàm linh hoạt và nhiều răng nhọn để bắt và nuốt chửng con mồi.
Tình trạng bảo tồn của loài cá này đã được đánh giá bởi International Union for Conservation of Nature (IUCN).